# Antonio Amati
Antonio Amati (Cremona, 1537/1540 – 1607) è stato un liutaio italiano, figlio di Andrea Amati.

Stemma Amati

Lavorò dal 1555 al 1577 con il padre, di cui migliorò lo stile, ed il fratello Girolamo.

## Violini
Antonio costruì i violini con il fratello Girolamo. Sono di buon materiale e vernice. Per lo più i suoi violini seguirono le caratteristiche di quelli paterni, tranne che per l'introduzione di una forma piatta; la vernice, che nei primi esemplari era densa e scura, nei violini successivi assume un colore arancio ed è più sottile. La potenza del suono è superiore a quella degli strumenti realizzati dal padre, anche se ne conserva la nitidezza e la dolcezza.